# 景军
景军，清华大学社会学系教授，研究领域为水库移民、生态抗争运动等，中华人民共和国教育部第七批“长江学者”特聘教授。

## 生平
曾就读于北京外国语学院、哈佛大学，曾在中国日报社工作。2002年至今，在清华大学社会学系任教。